# Ökumenisches Lebenszentrum Ottmaring
Das Ökumenische Lebenszentrum Ottmaring wurde am 23. Juni 1968 in Ottmaring bei Friedberg eingeweiht. Es bestand zunächst aus vier Häusern und entwickelte sich bis heute zu einer ökumenischen Siedlung mit rund 80 ständigen Bewohnern. Diese Siedlung wurde in gemeinsamer ökumenischer Arbeit von der evangelischen Bruderschaft vom Gemeinsamen Leben und der katholischen Fokolarbewegung geschaffen.

## Geschichte
Anfang des 20. Jahrhunderts gründeten sich neue Kommunitäten in der evangelischen Kirche, so auch die Bruderschaft vom Gemeinsamen Leben, die sich allerdings genauer betrachtet als ökumenische Vereinigung versteht. Bei der ersten Begegnung dieser ökumenischen Bruderschaft mit der katholischen Fokolarbewegung entstand die Idee eines gemeinsamen Wirkens. Gemeinsame geistliche Grundlage waren die Bibelworte: „Jesus in der Mitte“ (Mt 18,20 ), „…dass alle eins seien“ (Joh 17,21 ) und „Ein neues Gebot gebe ich euch, dass ihr euch untereinander liebt“ (Joh 13,34 ). Auf Initiative von Pfarrer Klaus Hess, seiner Frau Barbara und der Gründerin der Fokolar-Bewegung Chiara Lubich entstand ein Ort des gemeinsamen Lebens von Christen. Die Gemeinschaft unter den Bewohnern des Ökumenischen Lebenszentrums entsteht aus dem persönlichen Leben jedes Einzelnen mit Gott. So gibt es im Lebenszentrum durchaus unterschiedliche Zugänge zum Leben der Nachfolge Jesu. Das Ökumenische Lebenszentrum Ottmaring feierte vom 22. bis zum 24. Juni 2018 sein 50-jähriges Bestehen mit einem internationalen Symposium und einem Tag der Offenen Tür mit Sommerfest.

## Die Siedlung, Haus der Begegnung und Bewohner
Das Ökumenische Lebenszentrum ist Teil der Ortschaft Ottmaring, die zur Stadt Friedberg bei Augsburg gehört. Es ist eine Siedlung, die aus 25 Häusern sowie einer Tagungsstätte besteht. 25 Familien, acht Gemeinschaften von ehelos lebenden Frauen und Männern sowie eine Priester-Gemeinschaft wohnen hier. Die meisten von ihnen sind wegen des Lebenszentrums nach Ottmaring gezogen. Aber auch Freunde aus Ottmaring und den umliegenden Dörfern betrachten sich als Mitbewohner.
Das Interesse am Ökumenischen Lebenszentrum nahm mit der Zeit deutlich zu. 1976 konnte das „Begegnungszentrum Ottmaring“ eingeweiht werden. Die Bildungsstätte ist für Veranstaltungen bis zu 300 Personen, für internationale Kongresse bis hin zu Jugend- und Kinderveranstaltungen geeignet. Das Gästehaus bietet mit seinen 100 Betten genügend Übernachtungskapazität. Weiterhin stehen drei Säle mit moderner Medientechnik, fünf Gruppenräume, drei Speisesäle, ein Spielraum, ein Spielplatz für Kinder, Cafeteria, Kapelle und eine gepflegte Parkanlage zur Verfügung.
Über die Bewohner heißt es in einer Selbstaussage:

„Die Bewohner sind geprägt von unterschiedlichen Glaubenserfahrungen und Traditionen; weil der Bruderschaft vom gemeinsamen Leben vor allem evangelische Christen angehören, während die Fokolar-Bewegung ihre Wurzeln in der katholischen Kirche hat. Viele Berufsgruppen, Nationalitäten und alle Altersstufen sind vertreten. Doch sie alle haben in ihrem Leben eine Entscheidung für Gott getroffen und sind seinem Ruf gefolgt.“

Auch Bewohner auf Zeit sind willkommen. Jedes Jahr findet die Ottmaringer Jugendwoche statt, zu der junge Menschen aus ganz Europa zusammenkommen.